# Galaxie du Triangle
M33
Pour les articles homonymes, voir M33.
La galaxie du Triangle, également appelée M33, est une galaxie spirale de type SA(s)cd appartenant au Groupe local et située dans la constellation du Triangle. Sans doute satellite de la galaxie d'Andromède, sa distance au Soleil est assez mal connue. Les mesures actuelles donnent une distance allant d'environ 0,73 Mpc (∼2,38 millions d'al) à environ 0,94 Mpc (∼3,07 millions d'al).
La luminosité de la galaxie de M33 dans l'infrarouge lointain (de 40 à 400 µm) est égale à 1,05 × 109 {\displaystyle L_{\odot }} (109,02{\displaystyle L_{\odot }}) et sa luminosité totale dans l'infrarouge (de 8 à 1 000 µm) est de 1,17 × 109 {\displaystyle L_{\odot }} (109,07{\displaystyle L_{\odot }}).
C'est la troisième galaxie la plus massive du Groupe local, après la galaxie d'Andromède et la Voie lactée mais devant le Grand Nuage de Magellan. Avec une masse évaluée à 60 milliards de masses solaires, elle ne représente que 5 % de la masse de la galaxie d'Andromède, la matière noire constituant près de 85 % de cette masse.
Cataloguée pour la première fois par Charles Messier en 1764, la galaxie du Triangle avait probablement déjà été observée auparavant, étant visible à l'œil nu lorsque les conditions s'y prêtent. Son étude astronomique remonte au moins au milieu du XIXe siècle, puisque William Parsons, 3e comte de Rosse, avait, dès 1850, suggéré que sa structure présentait des spirales.
M33 a été utilisée par Gérard de Vaucouleurs comme une galaxie de type morphologique SA(s)cd dans son atlas des galaxies.

## Propriétés physiques

### Morphologie
La galaxie du Triangle est classée de type dit « SA(s)cd » dans la séquence de Hubble-Sandage revue par Vaucouleurs, « S » indiquant qu'il s'agit d'une galaxie à disque, « A » que c'est une galaxie spirale régulière (non barrée), « (s) » que ce n'est pas une galaxie à anneau et « cd » que ses bras spiraux sont plutôt ouverts. Cette galaxie est vue sous un angle de 54° par rapport à la ligne de visée depuis la Terre (une galaxie vue par la tranche le serait sous un angle de 90°), de sorte que sa structure peut être observée sans être trop gêné par les gaz et poussières du milieu interstellaire,.
Le disque galactique apparaît tordu au-delà d'un rayon de 9 kpc. Il y a sans doute un halo galactique englobant l'ensemble de la structure, mais aucun bulbe galactique n'est visible autour de son noyau. Il s'agit d'une galaxie isolée, dépourvue des galaxies naines sphéroïdales et des queues de marée qui accompagnent par exemple la Voie lactée.

### Formation stellaire
L'hydrogène atomique se condense massivement en hydrogène moléculaire dans les régions centrales de la galaxie, ce qui se traduit par d'intenses raies d'émission du monoxyde de carbone CO dans le spectre électromagnétique jusqu'à un rayon de 4 minutes d'arc autour du centre dynamique de M33.
Ceci témoigne de la condensation du milieu interstellaire en nuages moléculaires géants, précurseurs de la formation stellaire ; environ 10 % du gaz interstellaire de cette galaxie est sous forme moléculaire,.
Le taux de formation stellaire suit étroitement la distribution de l'hydrogène moléculaire dans la galaxie et est globalement estimé à 0,45 ± 0,1 M☉/an, sans qu'il soit possible de préciser si ce taux est constant ou bien décroissant,. Par unité de volume, ce taux est 4,6 fois plus élevé dans la galaxie du Triangle que dans la galaxie d'Andromède.
L'analyse spectrale de la composition chimique de cette galaxie révèle deux régions distinctes. La métallicité des étoiles croît linéairement du centre galactique jusqu'à un rayon d'environ 30 000 années-lumière (9 kpc), puis évolue peu au-delà de ce rayon jusqu'à environ 81 500 années-lumière (25 kpc). Ceci suggère un historique de formation stellaire différent entre le disque galactique intérieur et le reste de la galaxie, avec un scénario dans lequel le gaz interstellaire s'est d'abord condensé dans les régions centrales de la galaxie puis dans les régions externes du disque galactique, d'où un âge stellaire décroissant du centre vers la périphérie.

### Cœur de la galaxie

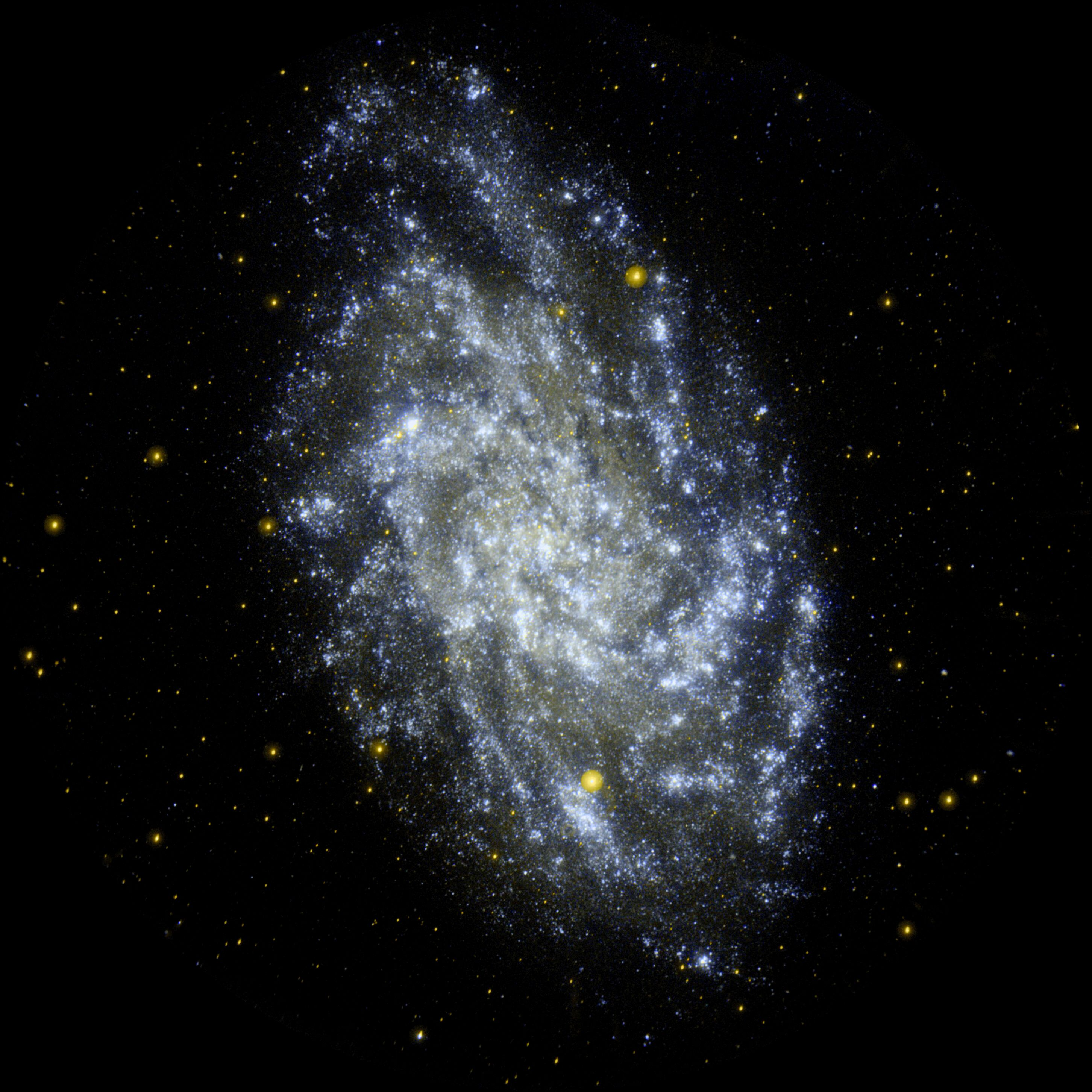
La galaxie M33 vue dans l'ultraviolet par le télescope spatial GALEX.

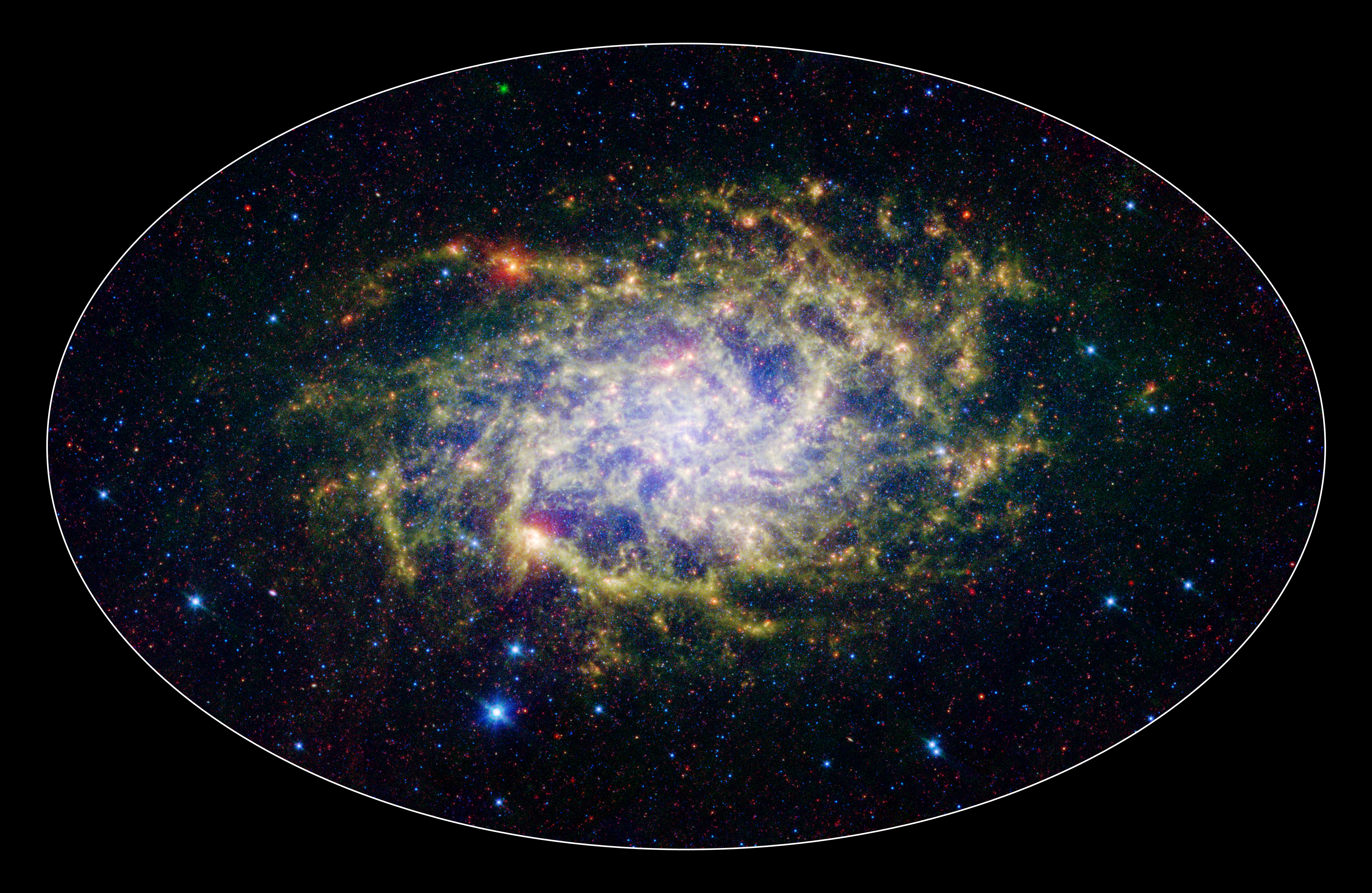
M33 vue dans l'infrarouge par le télescope spatial Spitzer.

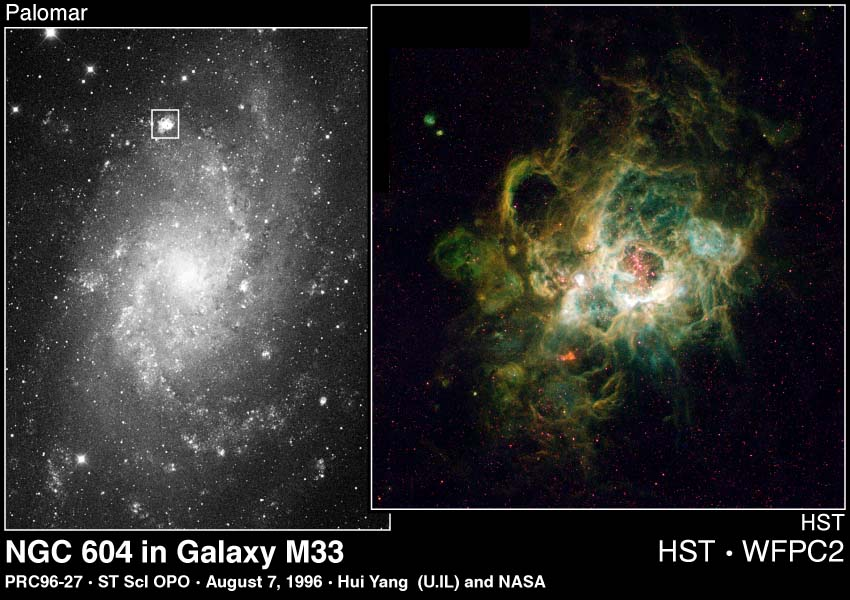
NGC 604, plus grande région H II de la galaxie du Triangle.

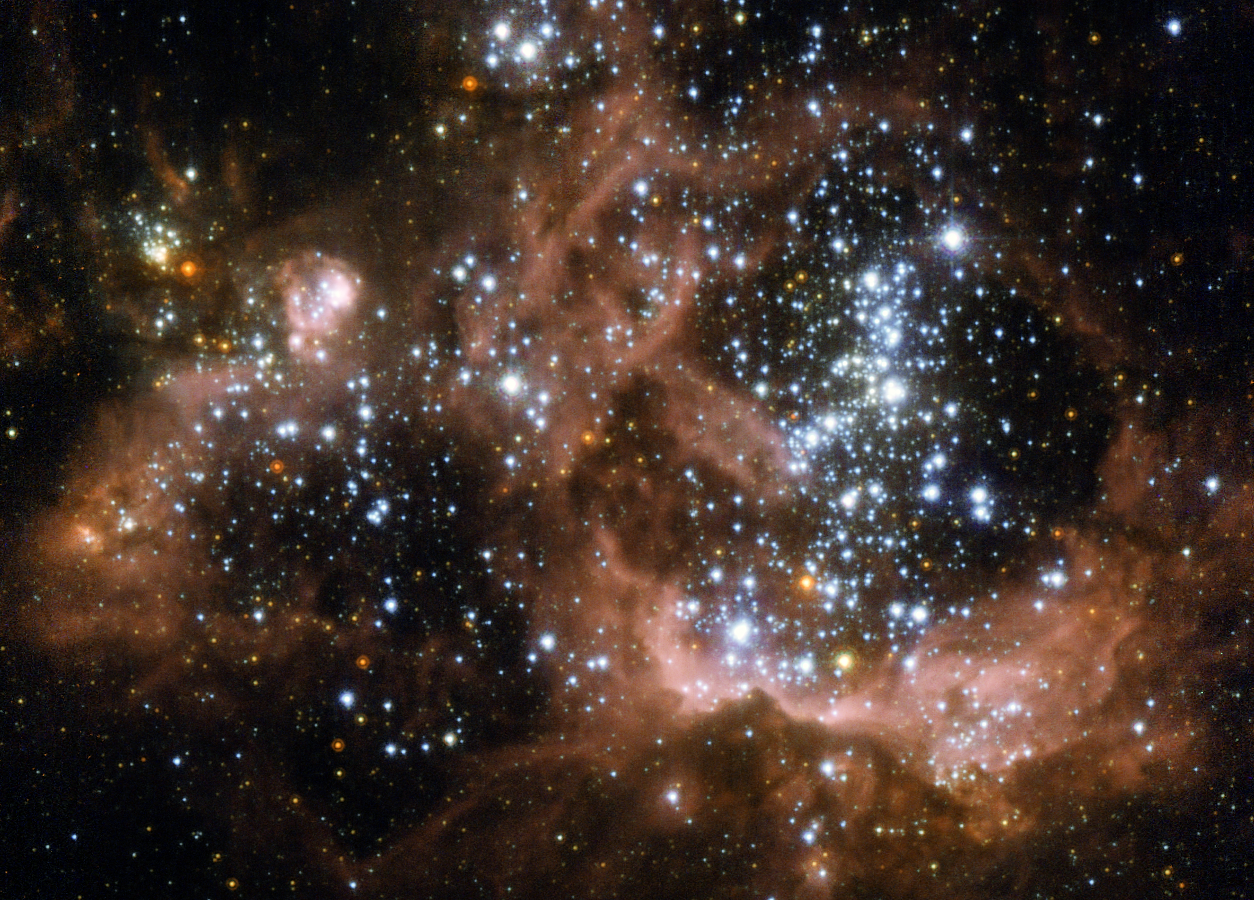
NGC 604 vu par le télescope spatial Hubble.

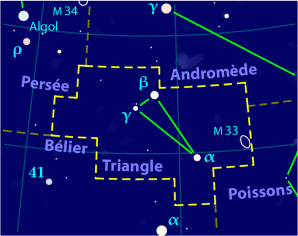
Localisation de la galaxie dans la constellation du Triangle.

Bien que classée comme galaxie spirale régulière, M33 présenterait en fait une petite barre traversant son cœur sur une longueur de 2 600 années-lumière (800 pc). Le cœur de la galaxie du Triangle est une région H II contenant une source X ultralumineuse, appelée M33 X-8, d'une puissance de 1,2 × 1039 erg·s-1, soit 1,2 × 1032 W, dont 1032 W dans la bande de 0,1  à   6 keV, ce qui en fait la source de rayons X la plus puissante du Groupe local. L'intensité de cette émission connaît une variation périodique de 20 % sur 106 jours mais le cœur de M33 ne semble pas abriter de trou noir supermassif, la masse d'un éventuel objet compact au centre de la galaxie du Triangle ayant été estimée à au plus 3 000 M☉ en fonction de la vitesse des étoiles des régions centrales de la galaxie ; cette modulation est interprétée comme la période orbitale d'un trou noir d'au moins 10 M☉ avec une étoile massive.

### Masse, distance, vitesse tangentielle
Des travaux de 2003 évaluent la masse totale de la galaxie du Triangle à environ 60 milliards de masses solaires, dont 5 × 1010 M☉ de matière noire dans un rayon de 55 500 années-lumière (17 kpc), avec un disque galactique de 3  à   6×109 M☉ ainsi que 3,2 × 109 M☉ de gaz interstellaire.
La distance de M33 au Soleil a été évaluée en 2004 à travers différentes méthodes, qui ont donné des résultats assez variables :
- 2,77 ± 0,13 millions d'années-lumière (850 ± 40 kpc) par la méthode des céphéides[25] ;
- 2,59 ± 0,08 millions d'années-lumière (790 ± 25 kpc) par la méthode du sommet de la branche des géantes rouges[26] ;
- 3,07 ± 0,24 millions d'années-lumière (940 ± 74 kpc) par l'identification d'une binaire à éclipses[27].

Son diamètre serait ainsi d'environ 50 000  à   60 000 années-lumière (15  à   18 kpc) selon la distance considérée.
L'observation en 2005 de deux masers astrophysiques à vapeur d'eau dans cette galaxie a permis d'en évaluer à la fois la vitesse angulaire de rotation et le mouvement propre par rapport à la Voie lactée, des mesures interférométriques complémentaires ayant permis d'évaluer la vitesse tangentielle à environ 185 km/s.

### Satellites éventuels
La petite galaxie irrégulière, appelée LGS 3 ou « galaxie naine des Poissons », est située à 20° de la galaxie d'Andromède et à 11° de celle du Triangle, à une distance estimée à environ 2 millions d'années-lumière (620 kpc) du Soleil et à 0,9 million d'années-lumière (280 kpc) à la fois de M31 et de M33, de sorte qu'elle serait plus probablement satellite de M31 que de M33 compte tenu des masses respectives de ces deux objets ; LGS 3 a une masse estimée à 2,6 × 107 M☉ et un rayon de cœur de 500 années-lumière (148 pc).

### Objets notables
La galaxie du Triangle recèle un grand nombre d'objets astronomiques individualisés, d'autant plus aisément repérables que la galaxie est vue sous un angle suffisamment de face. Pas moins de 515 sources individuelles de rayonnement infrarouge à 24 μm avaient été identifiées en 2007 à partir des données du télescope spatial Spitzer, les plus brillantes d'entre elles se trouvant au centre de la galaxie et le long de ses bras spiraux.
De nombreuses sources d'émissions sont associées à des régions H II dans lesquelles se forment des étoiles. Les quatre régions H II les plus brillantes de la galaxie sont désignées par NGC 588, NGC 592, NGC 595 et NGC 604, cette dernière, qui s'étend sur près de 1 500 années-lumière (460 pc), étant la plus lumineuse. Elles sont associées à des nuages moléculaires totalisant une masse de 120 000  à   400 000 M☉. NGC 604, la plus brillante de ces régions H II, pourrait avoir connu un sursaut de formation d'étoiles il y a trois millions d'années. C'est la seconde région H II la plus lumineuse du Groupe local, avec une luminosité de 45 ± 15 millions de fois celle du Soleil. IC 132, IC 133 et IK 53 sont les autres régions H II notables de M33.
Si le bras spiral nord présente quatre grandes régions H II, le bras spiral sud contient davantage de jeunes étoiles chaudes. Le taux d'explosions de supernovas dans la galaxie du Triangle est estimé à 0,06 type Ia par siècle et 0,62 type Ib, Ic ou II par siècle. Ceci revient à une explosion de supernova tous les 147 ans en moyenne. Une centaine de rémanents de supernova avaient été identifiés en 2008 au sein de M33, la majorité d'entre eux se trouvant dans la moitié sud de la galaxie. De telles asymétries se retrouvent également quant aux régions H I et H II ainsi qu'aux concentrations d'étoiles massives de type spectral O ; la répartition de ces structures est décalée vers le sud-ouest de 2 minutes d'arc par rapport au centre de la galaxie.
Environ 54 amas globulaires ont été identifiés autour de cette galaxie, mais il y en aurait sans doute plus de 120. Les amas confirmés pourraient être postérieurs de plusieurs milliards d'années à ceux de la Voie lactée, et la formation des amas globulaires semble s'être accélérée au cours des cent derniers millions d'années. Cette accélération est corrélée à un afflux de gaz vers le centre de la galaxie. Le niveau d'émission ultraviolette des étoiles massives de la galaxie du Triangle correspond à celui des étoiles semblables dans le Grand Nuage de Magellan.
Plusieurs sources de rayons X ont été détectées relativement tôt dans l'histoire (récente) de l'astronomie des rayons X. La plus célèbre d'entre elles est certainement M33 X-7, une binaire X à forte masse dont l'objet compact est un trou noir d'une masse estimée à environ 15,7 M☉.

## Observation

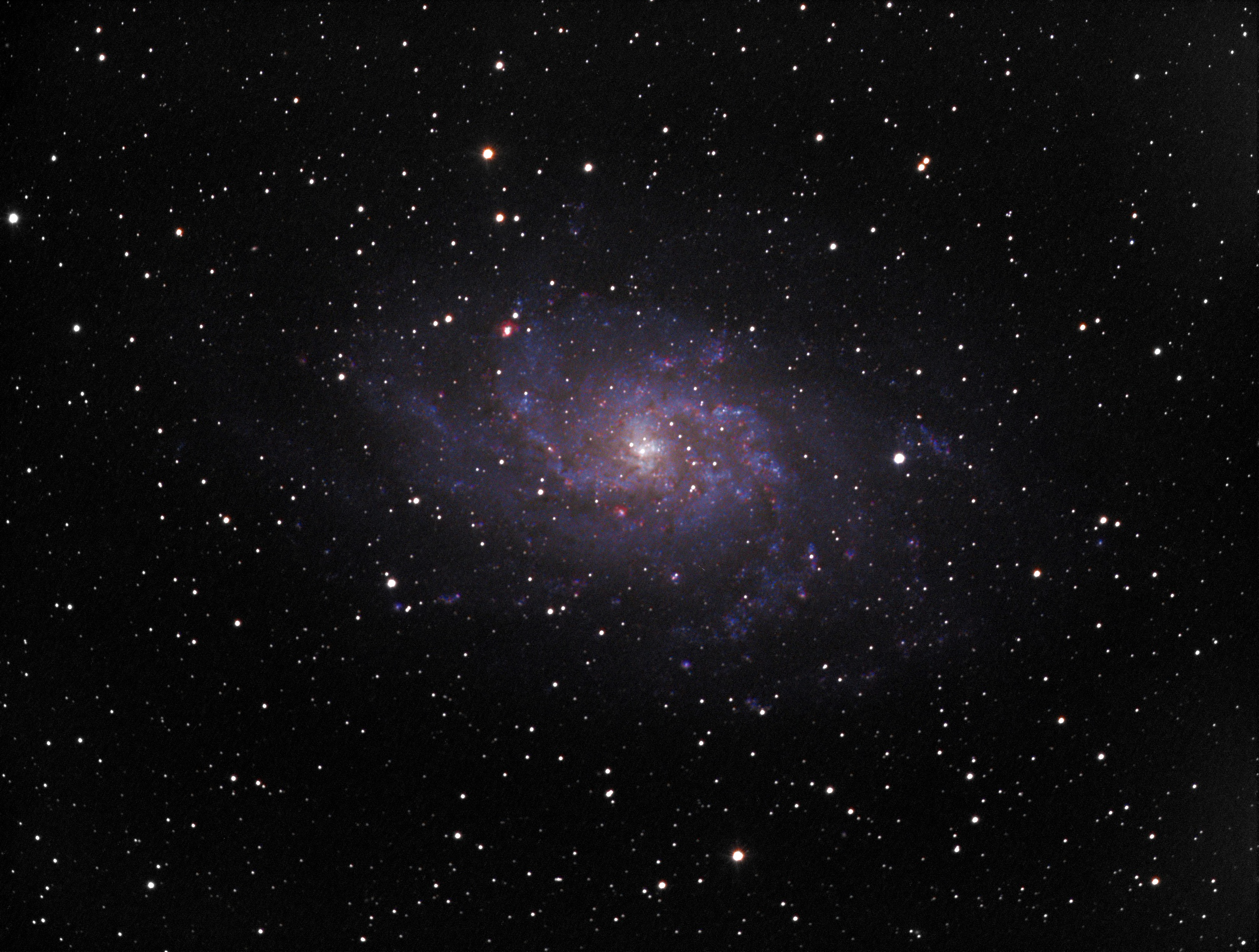
La galaxie du Triangle, vue depuis Rognac en France, par la Société Scientifique Flammarion.

La galaxie du Triangle peut être vue à l'œil nu lorsque d'excellentes conditions d'observations sont réunies. Elle n'est cependant pas l'objet visible à l'œil nu le plus lointain car la galaxie M81, nettement plus éloignée, peut être vue dans des conditions exceptionnelles. Cependant, nombre d'observateurs aguerris n'ont jamais réussi à observer M81 à l'œil nu, aussi M33 peut être considérée comme l'objet le plus lointain visible à l'œil nu par un observateur moyen.

### Découverte
La galaxie du Triangle fut probablement découverte avant 1654 par Hodierna, disciple de Galilée, qui l'a peut-être groupée avec l'amas ouvert NGC 752. Elle fut redécouverte indépendamment le 25 août 1764 par Charles Messier qui la catalogua sous le nom de M33 dans son catalogue. Elle fut également classifiée par William Herschel le 11 septembre 1784 sous la désignation H V.17.

### Prémices de l'étude moderne de M33
L'étude moderne de la galaxie du Triangle a débuté au début des années 1920, avec les tentatives de mettre en évidence sa nature galactique ou extragalactique, recherche prioritaire à l'époque connue sous le nom du Grand Débat. Ce sont John Charles Duncan en 1922 et Max Wolf l'année suivante qui furent les premiers à apporter des éléments de réponse au sujet de M33 en y détectant pour la première fois des étoiles variables,. C'est cependant Edwin Hubble qui rassembla le plus grand nombre de données relatives aux étoiles variables de cette galaxie en compilant de très nombreuses données photographiques. Il put ainsi découvrir 45 étoiles variables, dont 35 céphéides, et mettre en évidence l'importance cruciale qu'avait l'identification d'étoiles individuelles dans M33 pour prouver sa nature extragalactique. Les spécialistes s'accordent à penser que c'est avec M33 que le Grand Débat a été tranché.

## Dans la culture populaire
- La bande dessinée de science-fiction Yoko Tsuno est censée se dérouler en partie dans la galaxie du Triangle, où est placée la planète fictive Vinéa.
- Dans la série de jeux vidéo Crysis, la Galaxie M33 est la galaxie d'origine des Ceph, des aliens qui tentent de coloniser la Terre et d'exterminer l'Humanité.
- Dans la trilogie de Jean-Gaston Vandel (Anticipation, Fleuve Noir, 1954-56, soit Naufragés des Galaxies, Départ pour l'Avenir, Les Voix de l'Univers), M33 joue un rôle essentiel en recélant une planète, Génésia, qui accueillera les ultimes représentants de l'humanité après que la radioactivité eut anéanti toute vie sur la Terre.
- Dans l’épisode de Star Trek : La Nouvelle Génération "ou l'homme dépasse l'homme" (épisode 5 de la saison 1), l'USS ENTERPRISE D est coincé dans la galaxie M33 suite à des essais sur les moteurs de distorsion par une entité appelée le Voyageur.